# Giōrgos Dedes
Giōrgos Dedes (in greco: Γιώργος Δέδες; Atene, 25 febbraio 1943) è un ex calciatore greco, di ruolo attaccante.

## Carriera
Fu capocannoniere del campionato greco nel 1971 e nel 1976.

## Palmarès

### Club

#### Competizioni internazionali
- Coppa dei Balcani per club: 1

Panionios: 1971